# Фалес Милетский (судно)
«Фалес Милетский» (Θαλής ο Μιλήσιος) — судно греческой компании OTE (Греческая телекоммуникационная организация — греч. Οργανισμός Τηλεπικοινωνιών Ελλάδος). Сегодня — корабль-музей. Судно было построено в 1909 году американской судостроительной компанией Newport News Shipbuilding & Drydock Co., Virginia, Ньюпорт-Ньюс, по заказу американского правительства, и получило имя Joseph Henry. После окончания Второй мировой войны, в 1947 году, было передано Греции. Оператором судна стала «Греческая телекоммуникационная организация» (ОТЕ), которая переименовала его в честь известного древнегреческого философа и математика Фалеса Милетского. «Фалес» стал первым греческим судном, принявшим на себя укладку телефонных кабелей между греческими островами и уход за ними.
За 36 лет эксплуатации в качестве кабелеукладчика (до 1983 года) «Фалес Милетский» уложил 140 новых кабелей и произвёл ремонт 630 кабелей. «Фалес Милетский» — самое старое в мире судно-кабелеукладчик, которое сохраняет своё первоначальное машинное отделение с 2 изначальными паровыми машинами тройного расширения. Одновременно является самым старым судном, зарегистрированным сегодня под греческим флагом. После вывода из эксплуатации судно было передано в «Морской музей Эгейского моря» на острове Миконос. Сегодня «Фалес Милетский» стоит у причала в «Парке греческой морской традиции» (Άλσος Ελληνικής Ναυτικής Παράδοσης) в Фалере, рядом с флагманом греческого флота в Балканские войны, броненосным крейсером «Авероф», восставшим в 1973 году эсминцем «Велос», парусниками «Эвгениос Эвгенидис» и «Эвангелистрия» и воссозданной триерой «Олимпия». «Фалес Милетский» является также плавучим музеем телекоммуникаций, поскольку сохраняет в исправности свой паровой механизм укладки кабелей и одновременно имеет на борту экспонаты, связанные с развитием телекоммуникаций в начале XX века. В 2012 директорский совет порта Пирей провёл безвозмездно докование судна, с тем чтобы это судно-музей оставалось на плаву.